# Hysterektomi

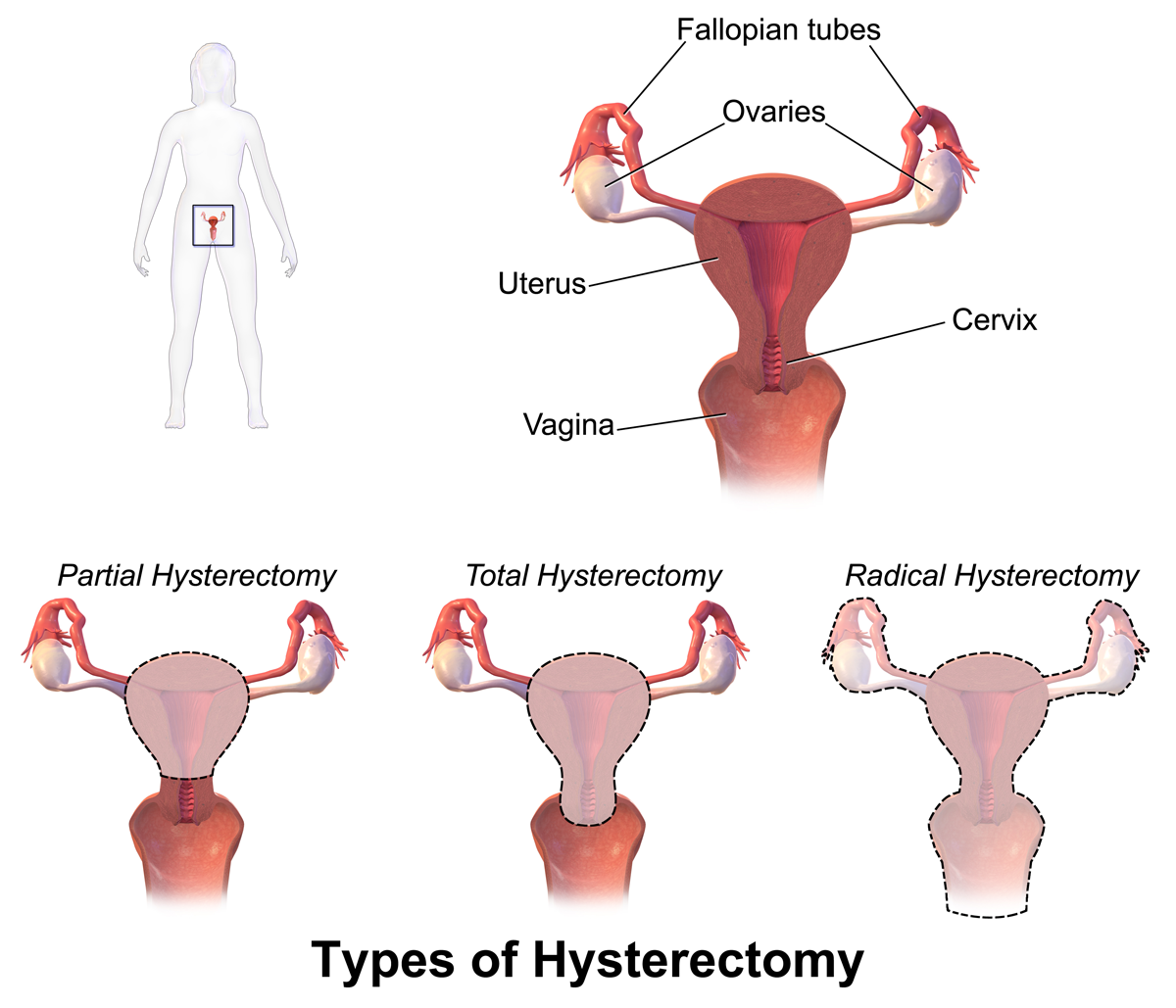
Olika typer av hysterektomi.

Hysterektomi (av grekiska ὑστέρα hystera ’livmoder’ och ἐκτομή ektome ’utskärande’) är en operation där livmodern tas bort. Vanligtvis tas livmodern bort genom ett snitt i bukväggen, så kallad abdominell hysterektomi. Livmodern kan även tas bort genom slidan, så kallad vaginal hysterektomi eller med titthålsteknik, så kallad laparoskopisk  hysterektomi.